# Hansa (köpcentrum)

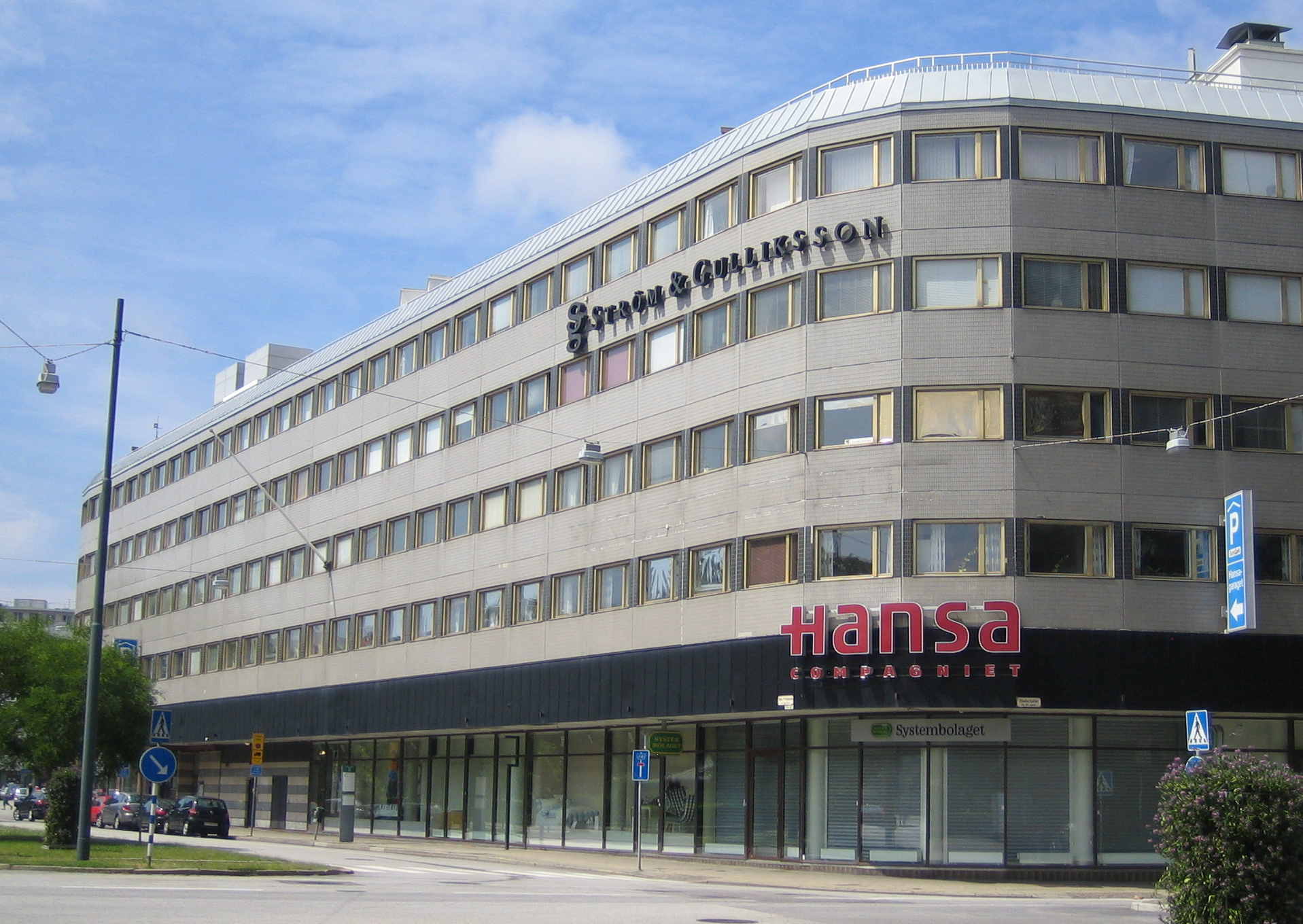
Den ena av Hansas två byggnader, sedd den 17 juni 2007.

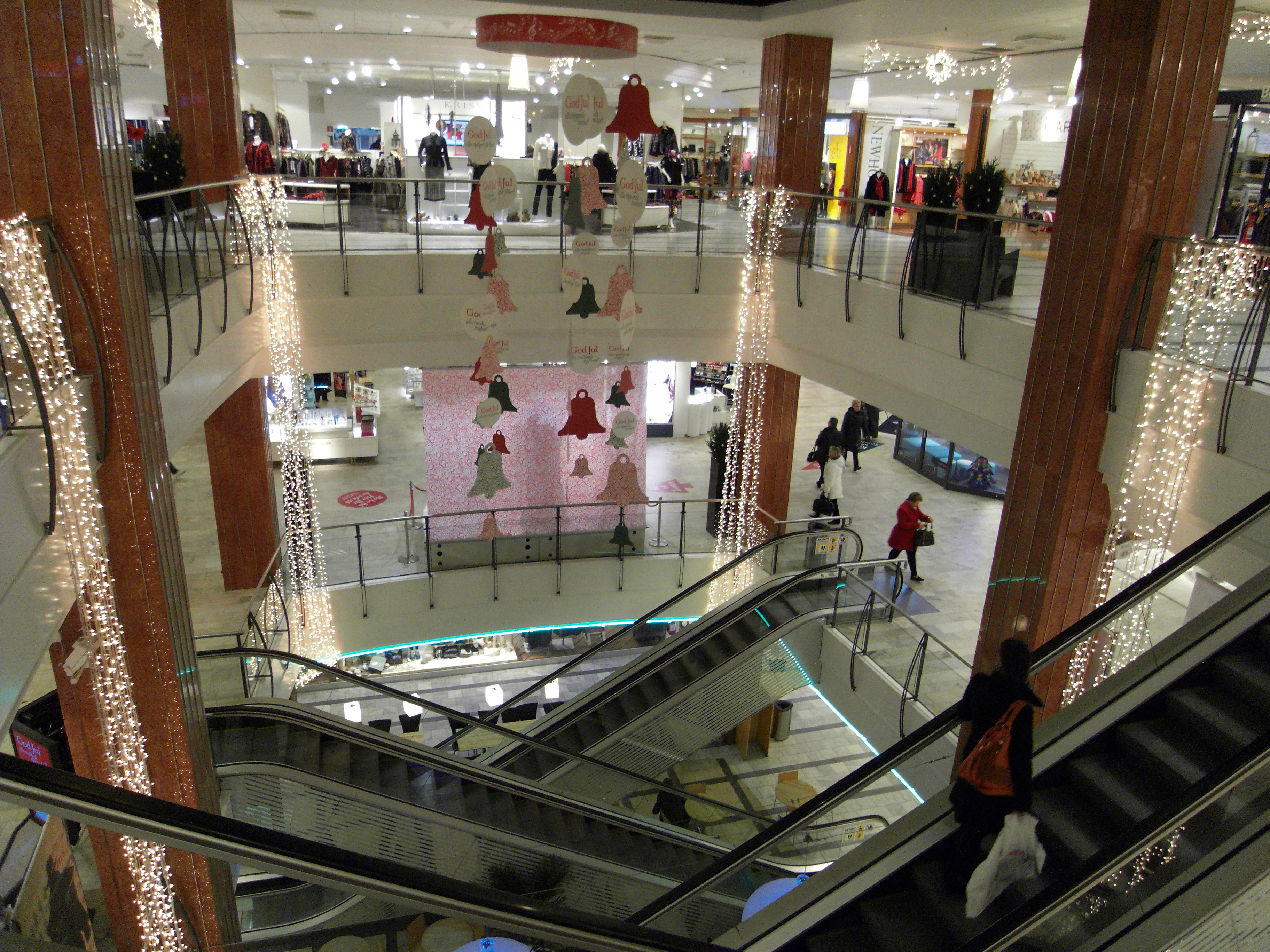
Vy från den översta våningen under juletiden den 29 november 2013.

Hansa är en galleria vid Stora Nygatan i centrala Malmö. Hansa ligger på samma plats som Malmö Yllefabriks gamla textilfabrik Doffeln. År 1963 öppnade Nordiska Kompaniet en filial i de nya lokalerna som ritats av malmöarkitekten Thorsten Roos på Malmökontoret, nuvarande Hultin & Lundquist Arkitekter. Byggnaden uppfördes och ägdes av nuvarande Skanska. 
NK upphörde med sin verksamhet i Malmö 1991 och efter ombyggnad öppnade Hansacompagniet 1992 som en galleria med ett 40-tal butiker.
I början av 00-talet såldes fastigheten av Skanska till Briggen. År 2003 byggdes en gångbro över Malmborgsgatan till grannfastigheten som inrymde Citygallerian, som redan ägdes av Briggen. Citygallerian bytte namn till Hansagallerian och sedan 2003 bildar Hansacompagniet och Hansagallerian en galleria med namnet Hansa.
Nuvarande ägare är Areim som 2014 förvärvade fastigheten från Briggen.
På Hansa finns bland annat butikerna COS, & Other Stories, Spirit Stores, Odd Molly, HOPE, Gant, Boomerang, Lexington, Monki, MQ, Systembolaget med vinkällare, Apoteket, Weekday och Espresso House representerade. I Hansa finns även ett p-garage i tre plan med infart från Malmborgsgatan. I grannfastigheten Spinneriet finns Citygaraget, ett p-garage i två plan med infart från Djäknegatan. I Studentgatan intill, med en frekventerad hållplats med samma namn, går flera stadsbuss- och regionbusslinjer.

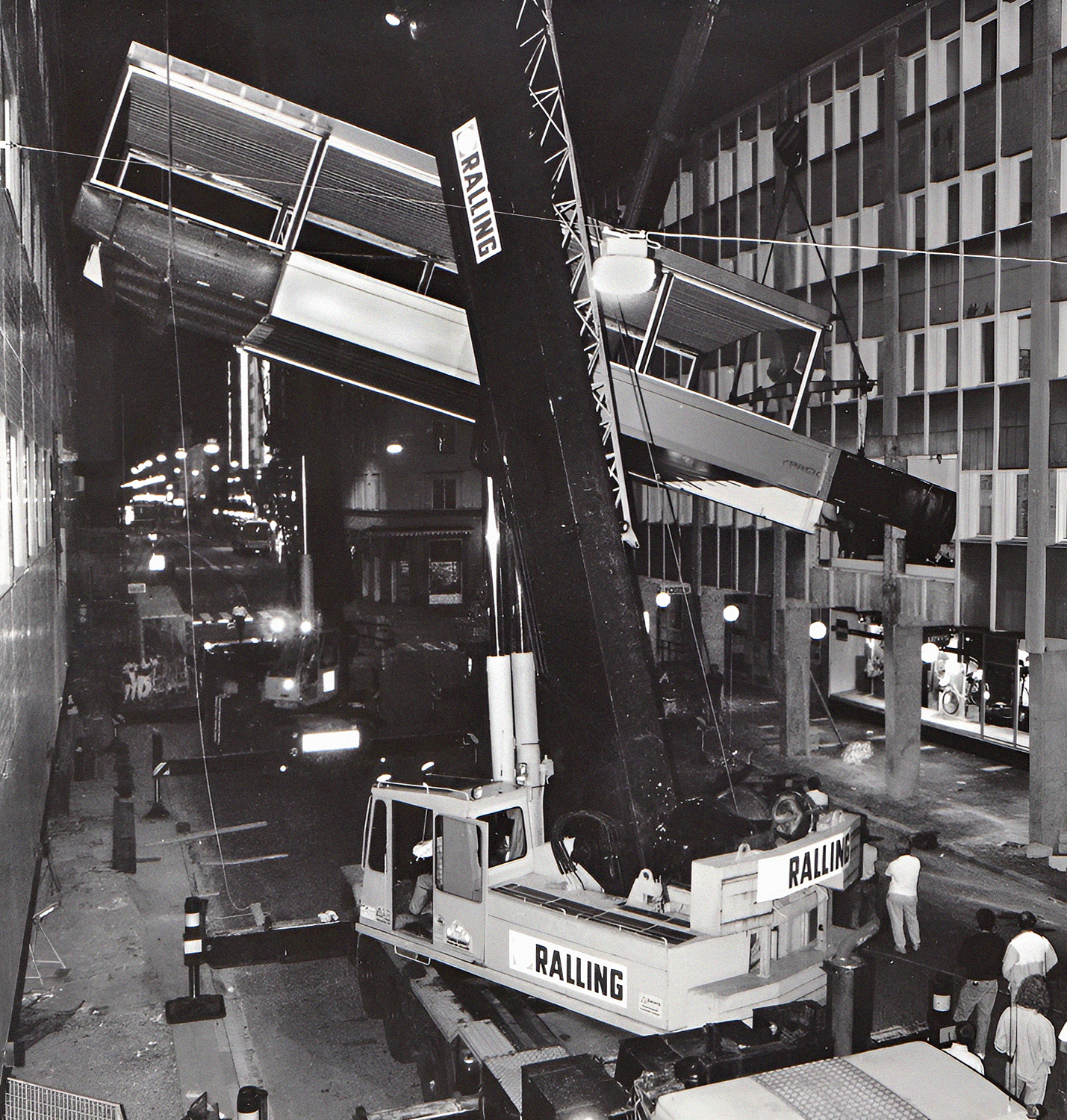
Den norra  gångbron över Stora Nygatan lades på plats 3 aug 1992.
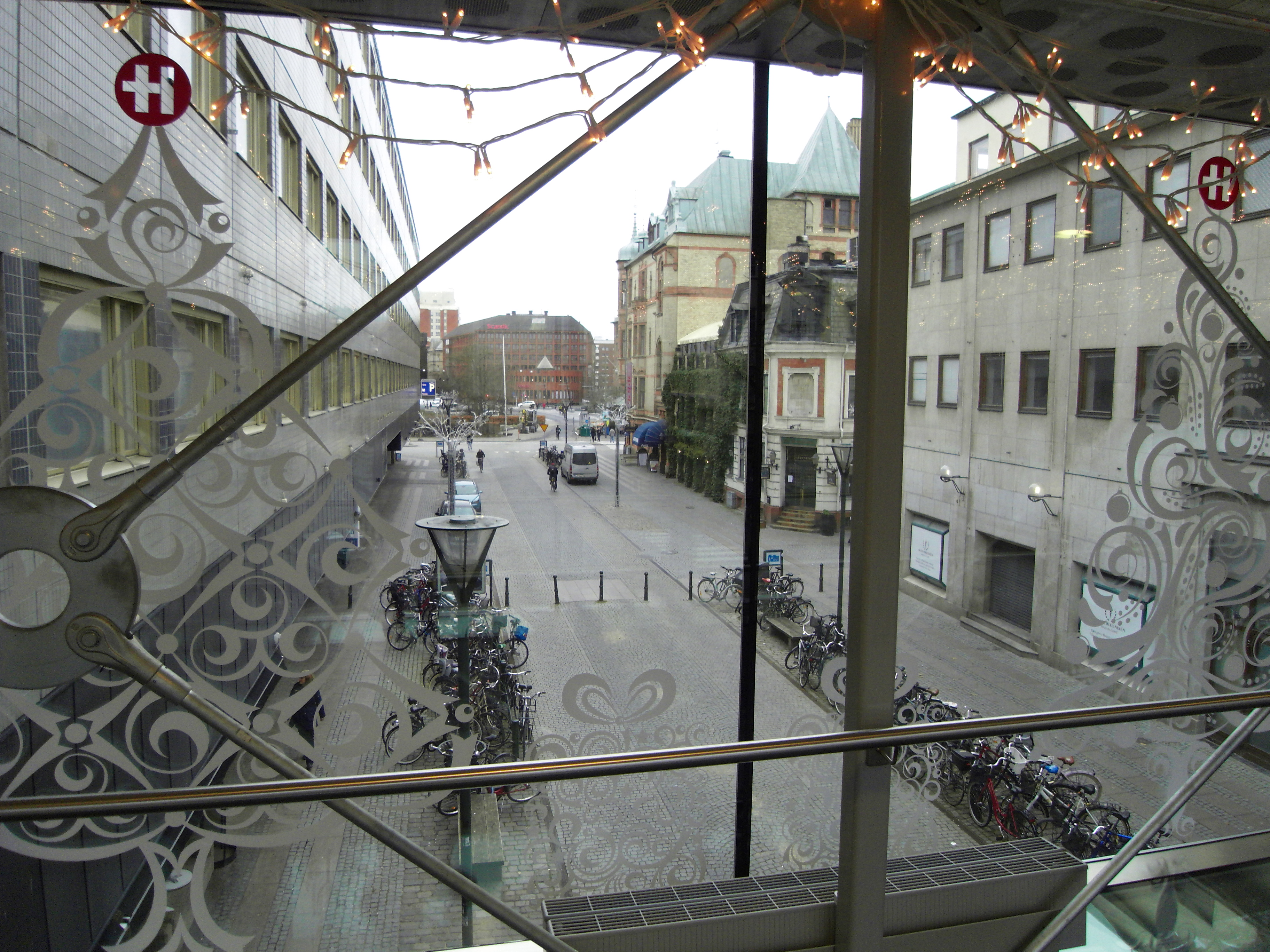
Vy över Malmborgsgatan från Hansas gångbro, sedd den 29 november 2013.